# Lambert Sustris
Lambert Sustris ou Alberto de Olanda, (Amsterdam, 1515/1520 - ca.1584) est un peintre hollandais actif à Venise pendant le maniérisme italien. 
Sa vie et ses oeuvres restent méconnues. Il occupe une place importante dans le milieu artistique du XVIe siècle entre le Nord et le Sud de l’Europe.

## Biographie
Lambert Sustris naît à Amsterdam vers 1515-1520.
À Amsterdam, il aurait été l'élève de Jan van Scorel, peintre hollandais revenu d'Italie.
Vers 1536, il arrive à Rome puis est en Vénétie vers 1540 où il réalise avec Giuseppe Porta, qui en exécute le frontispice, des gravures sur bois pour l’ouvrage ésotérique Le Sorti intitolate Giardino di Pensieri.
Il s'entraîne à Amsterdam et, du début au milieu des années 1530, s'installe à Rome; un graffito avec sa signature se trouve dans la Domus Aurea à côté de celle de Maartin van Heemskerck, qui y était en 1532-1536. Il était probablement à Venise c. 1535, dans l'atelier du Titien. Sa manipulation fine et gracieuse est visible dans le paysage de la Présentation de la Vierge du Titien (1539, Gallerie dell'Accademia, Venise). Il y a un paysage similaire dans le Repos pendant la fuite en Égypte (Alte Pinakothek, Munich) maintenant attribué à Sustris. Sa présence dans l'atelier de Titien à cette période est soutenue par sa Vénus (Rijksmuseum, Amsterdam), une copie de la Vénus d'Urbino de Titien (Galleria degli Uffizi, Florence), qui a quitté Venise en 1538.
Il peint des fonds à l'atelier du Titien et s’établit à Padoue de 1540 à 1548, où il réalise notamment des fresques. Il participe en particulier à la décoration de la salle des Géants, exécute des ouvertures en trompe-l’œil dans la salle octogonale de l’Odeo Cornaro et surtout le décor des villas de Luvigliano puis de Bigolin à Selvazzano Dentro.  
En 1548, puis en 1551 et 1552, il accompagne Le Titien à Augsbourg, afin de produire des portraits. Au retour à  Venise, il va être influencé par Parmigianino et Andrea Meldolla. 
Girolamo Muziano a été de ses élèves.
Il est le père de Friedrich Sustris  (Italie, 1540 - Munich, 1599), peintre, décorateur et architecte. Ce dernier est devenu un des principaux représentants du maniérisme en Allemagne, où il a travaillé comme artiste de la cour de William V, duc de Bavière.

## Œuvres
On lui doit, entre autres :
- La Prédication de saint Jean-Baptiste , Centraalmuseum d'Utrecht, 1530-1535
- Portrait du cardinal Otto Truchsess von Waldburg-Trauchburg , château de Zeil , 1533
- Vénus couchée , Rijksmuseum , Amsterdam, vers 1538
- L’Éducation de Cupidon , Museum of Art d'El Paso, vers 1540
- La Montée au Calvaire , Fondation Cavallini Sgarbi de Ferrare, vers 1540
- La Décapitation de saint Jean-Baptiste , Museum and Art Gallery, Birmingham, début des années 1540
- Le Mariage mystique de sainte Catherine , Brukenthal National Museum , Sibiu, vers 1540-1545
- La Montée au Calvaire , Pinacoteca di Brera , Milan, vers 1540-1545
- Décor intérieur , fresque, Villa dei Vescovi de Luvigliano, 1542-1543
- Flore avec un cupidon dans un paysage , Pinacoteca Egidio Martini , Ca' Rezzonico , Venise, vers 1544-1545
- La Vierge à l’Enfant en trône avec saint Jérôme, saint Antoine et d’autres saints , église Santa Maria in Vanzo de Padoue, vers 1545
- Vénus couchée , Gemäldegalerie de Pommersfelden, vers 1545  ?
- Le Christ aux outrages assis devant une vue de Jérusalem , Gallerie dell’Accademia , Venise, vers 1545
- Allégorie de la poursuite de la fortune, vers 1540-1545, huile sur toile, Besançon, musée des beaux-arts et d'archéologie.
- Vénus, musée de l’Ermitage , Saint-Pétersbourg, vers 1545-1550
- Portrait de jeune femme , Gemäldegalerie de Pommersfelden, vers 1545-1550  ?
- Le Baptême de l’eunuque éthiopien par le diacre Philippe , 1545-1550, toile, 71 × 132 cm, musée du Louvre[2]
- Judith et Holopherne , palais des beaux-arts de Lille , entre 1548 et 1551
- Noli me tangere , palais des beaux-arts de Lille , entre 1548 et 1553
- Suzanne et les vieillards , musée d'art de Ponce , Porto Rico, vers 1548-1553
- Cléopâtre mourant , Staatliche Kunstsammlungen , Cassel, vers 1548-1553
- Saint Jérôme au désert , Ashmolean Museum , Oxford, vers 1550
- Portrait d’homme à l’épée , musée d'histoire de l'art de Vienne, vers 1550
- Salomon et la reine de Saba , National Gallery , Londres, vers 1550-1570
- Portrait d’Erhard II Vöhlin von Frickenhausen , Wallraf-Richartz Museum , Cologne, 1552
- Portrait de Veronika Vöhlin von Frickenhausen à l’âge de trente ans , Alte Pinakothek , Munich, 1552
- Le Bain de Vénus (ou Femmes au bain dans des ruines antiques) , musée d'histoire de l'art de Vienne, vers 1552-1553
- Le Repos pendant la fuite en Égypte , Museo Civico de Vicence , vers 1555
- Paysage avec Jupiter et Io, musée de l'Ermitage , Saint-Pétersbourg, vers 1557-1563
- Vénus et l'Amour, v. 1560  ?, toile,  132 × 184 cm, musée du Louvre[2]
- Philosophe, Biblioteca Marciana , Venise, entre 1562 et 1572
- Naissance de St Jean Baptiste, huile sur cuivre, 31 x 45 cm, Gray (Haute-Saône), musée Baron-Martin

non datés
- Le Baptême du Christ, musée des beaux-arts de Caen
- Portrait d’homme, The Metropolitan Museum of Art, New York
- Décorations intérieures de la salle centrale et de la salle d’Hercule, fresque de l'Odeo Cornaro de Padoue
- La Mise au tombeau, fresque de l'Oratorio San Bovo à Padoue

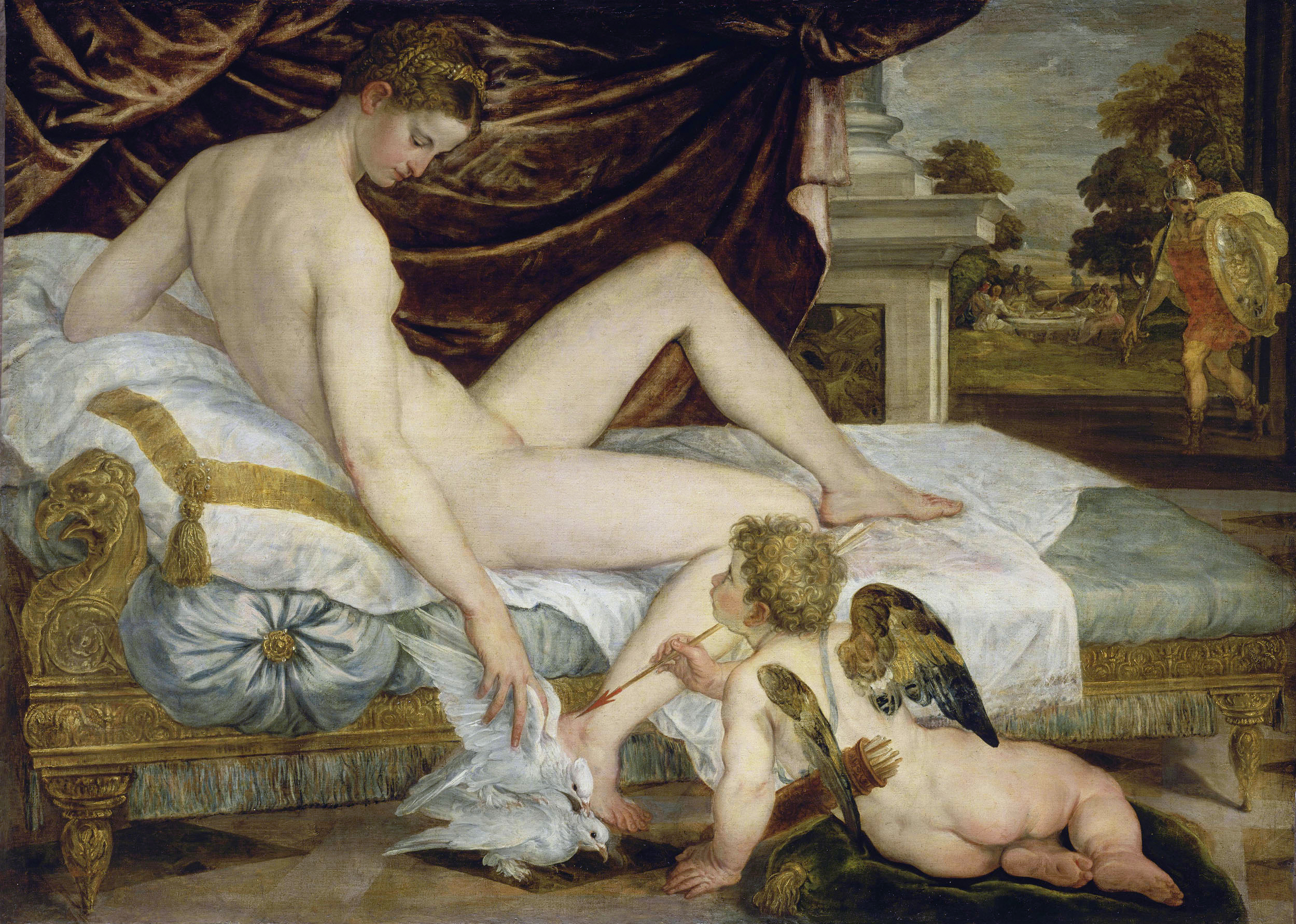
Vénus et l'Amour.
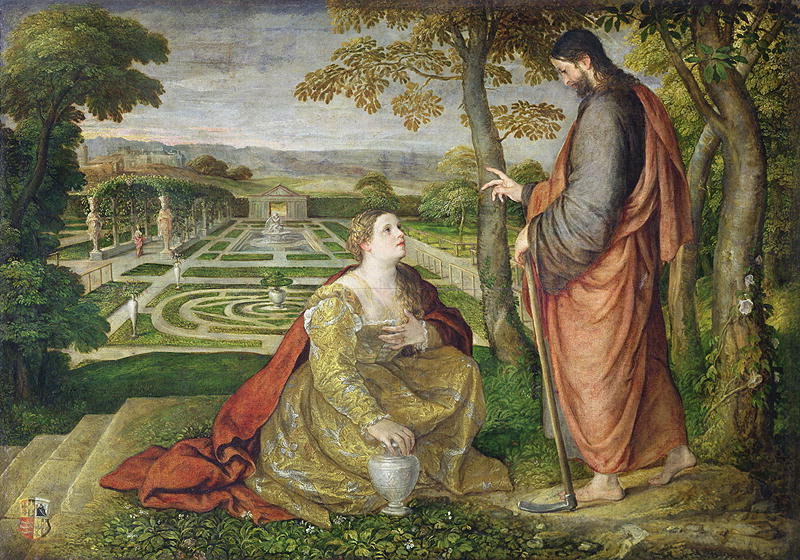
‘Noli me tangere’, vers 1530-1568. huile sur toile. 136,0 × 196,0 cm. Lille, Musée des Beaux-Arts de Lille.
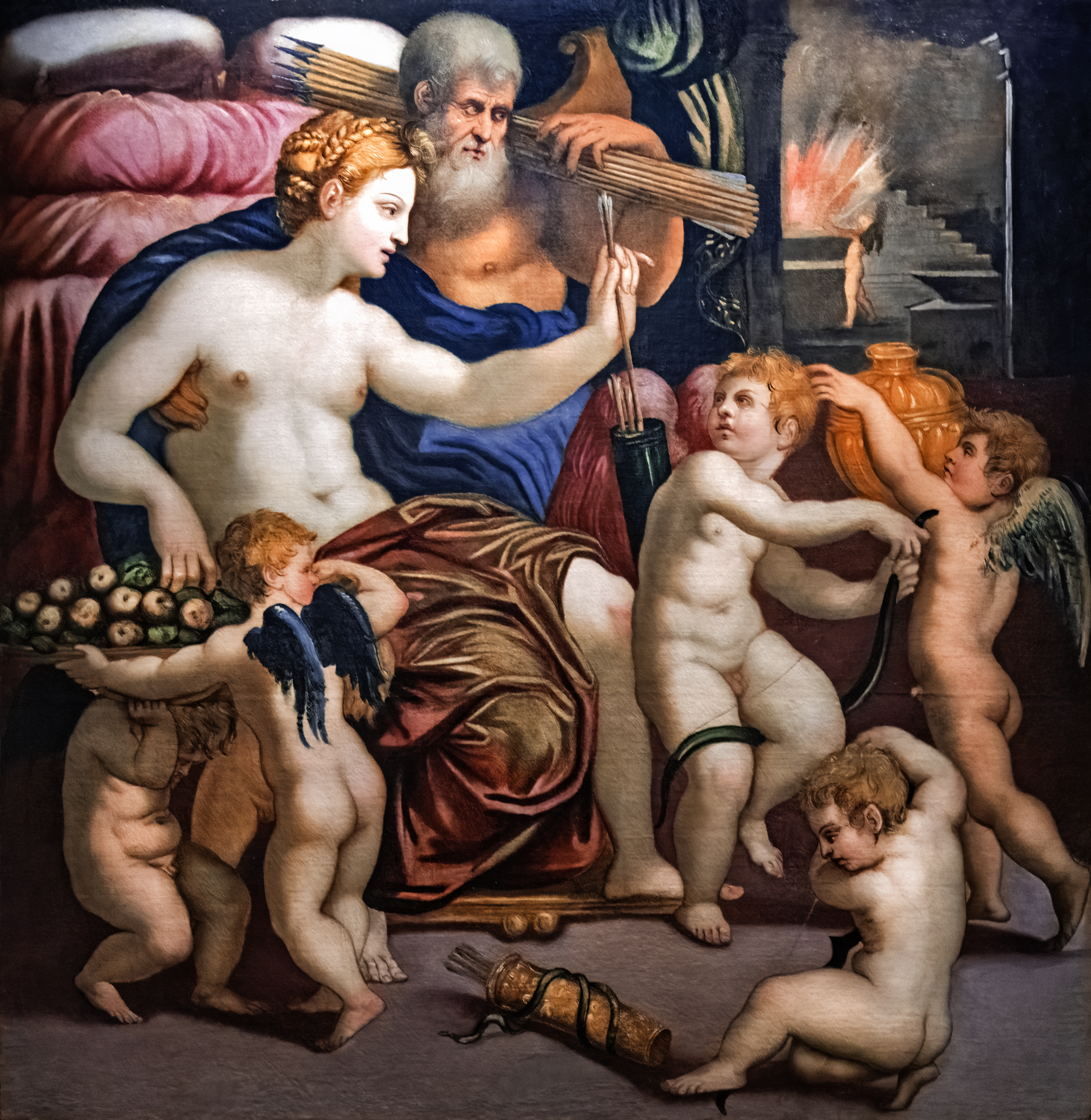
Vulcain et Vénus armant l'Amour Museo Civico Trévise
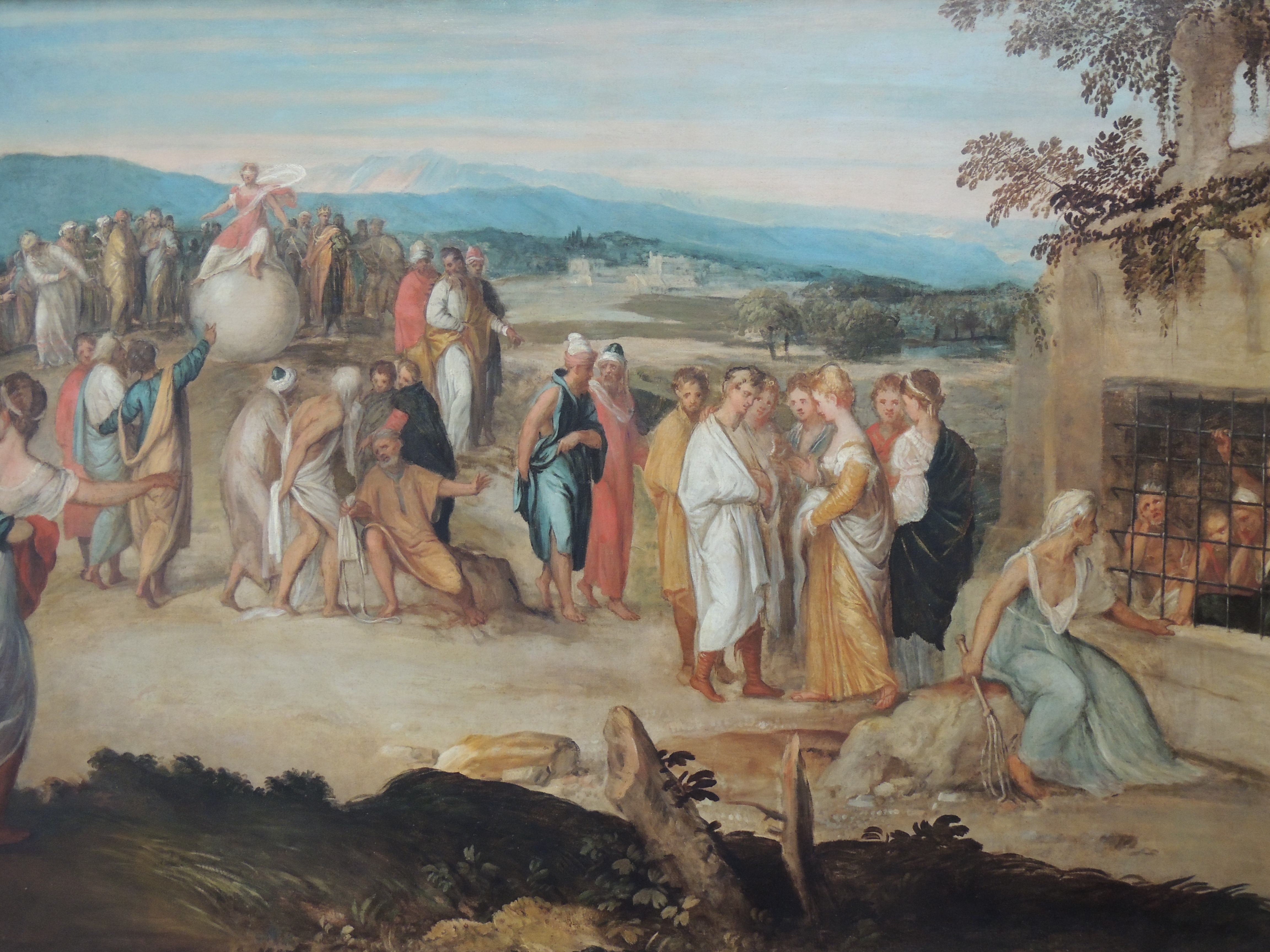
Allégorie de la poursuite de la fortune, vers 1540-1545, huile sur toile, Besançon, musée des beaux-arts et d'archéologie.
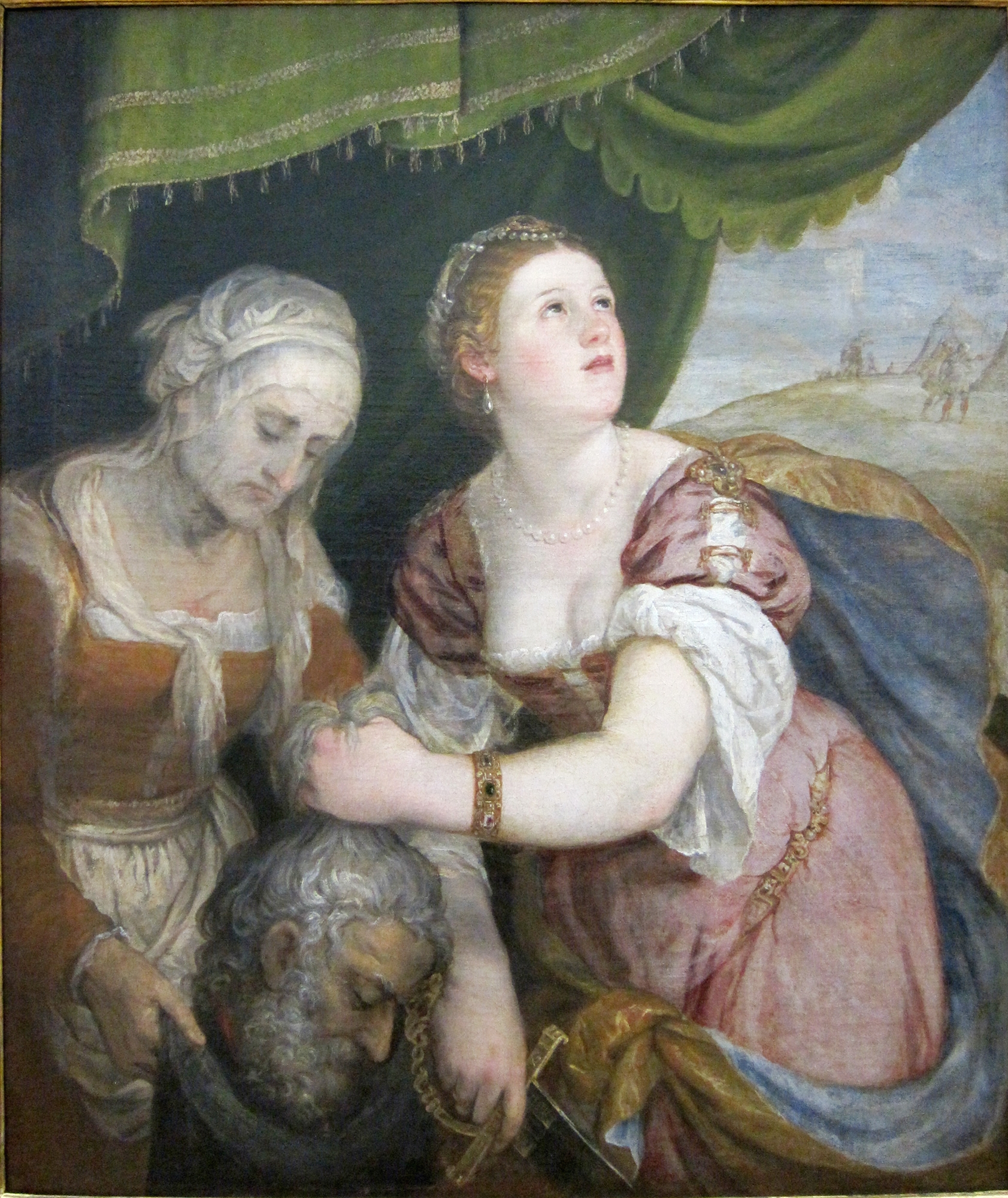
Judith entre 1550-1554. Huile sur toile. Lille, Palais des Beaux-Arts de Lille.
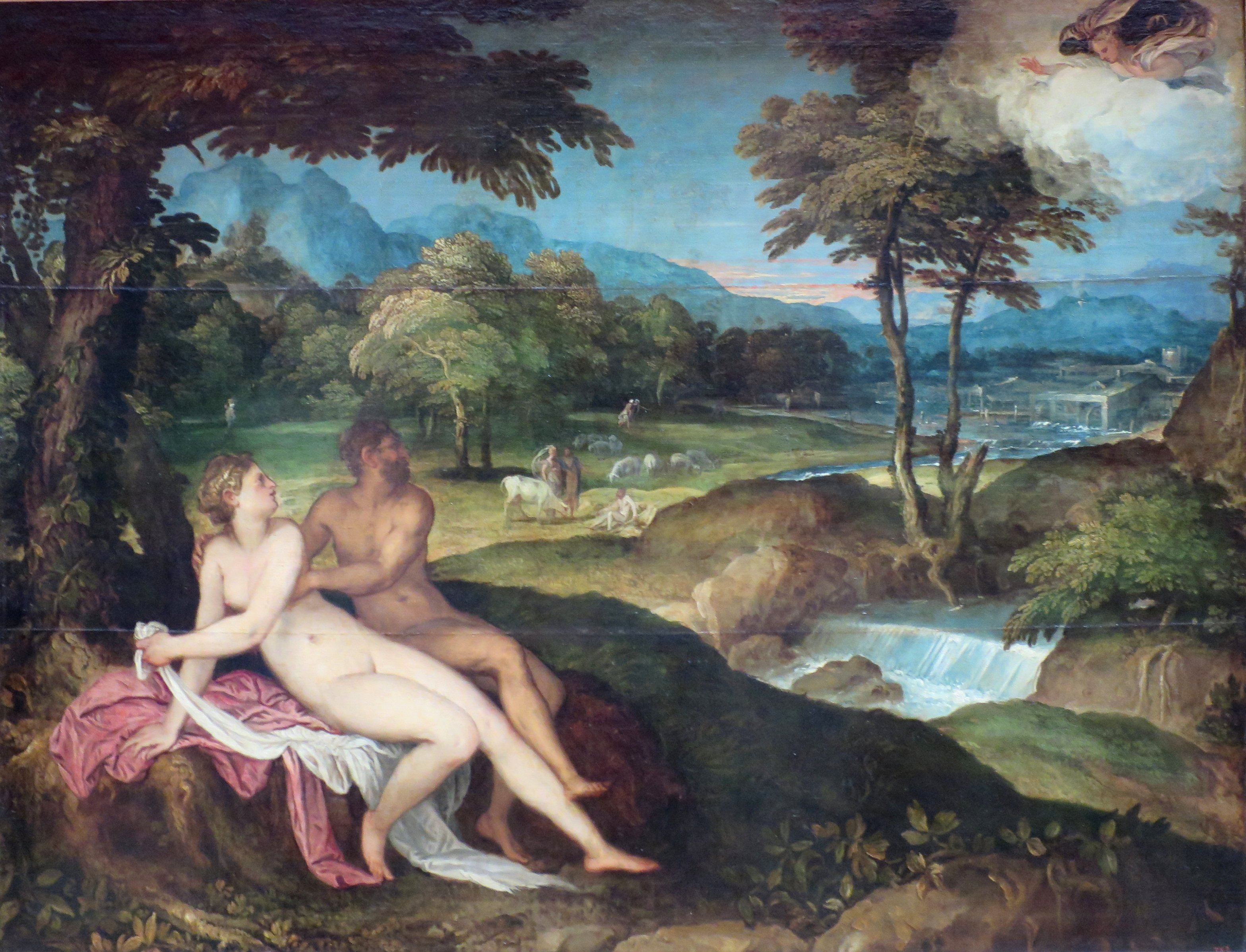
Jupiter et Io, 1557-1563. Huile sur toile. 205,5 × 275,0 cm. Saint-Pétersbourg, musée de l'Ermitage.
Venus.
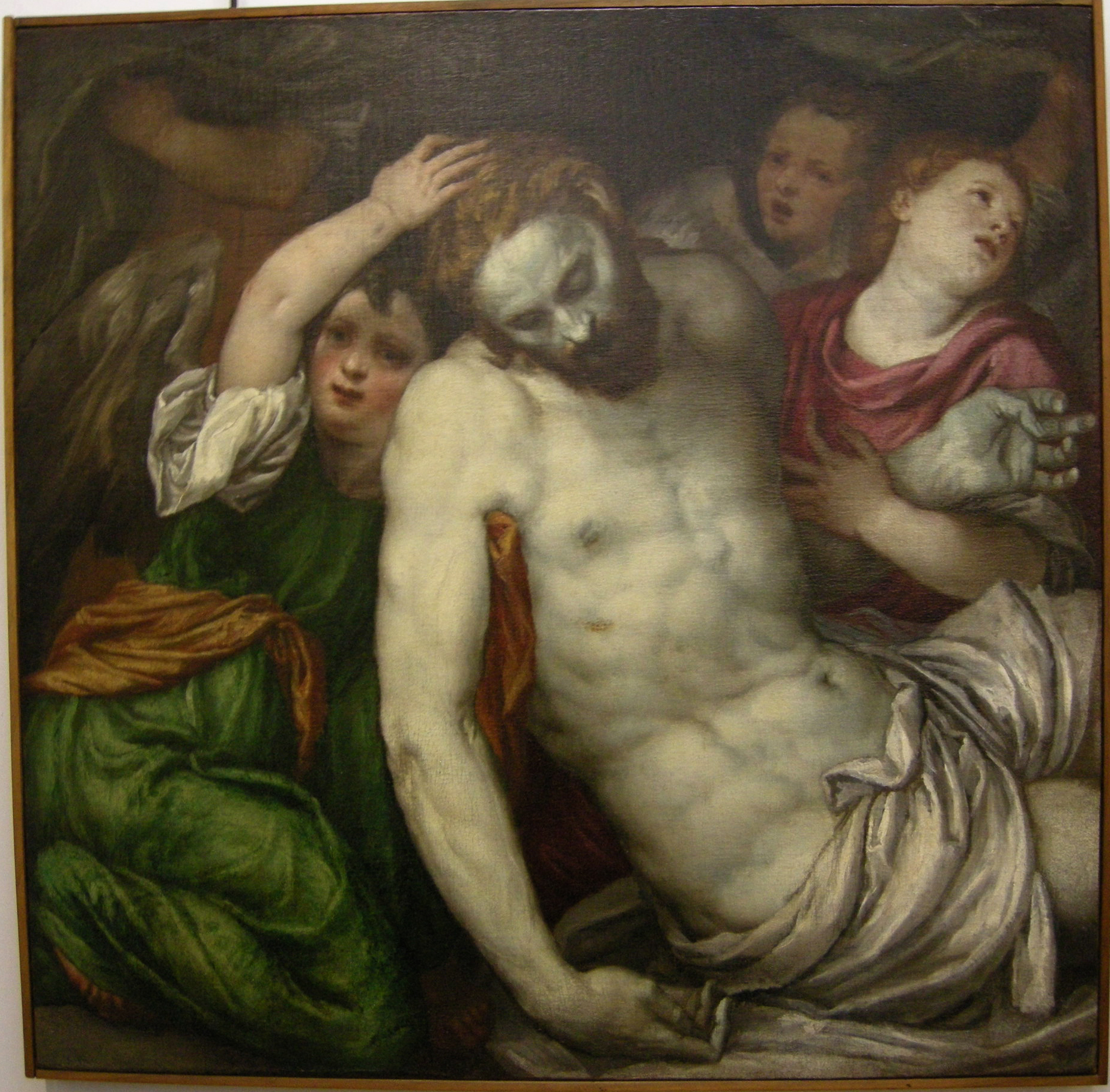
Pietà e Angeli.

## Influences
Etant un adepte du Titien, Sustris a été influencé par le maniérisme vénitien et florentin. Or, malgré l’originalité esthétique, sa carrière et la qualité de ses oeuvres diverses, il a fait l'objet de travaux de recherches limités, sans aboutir à une synthèse globale.
Des sources anciennes le mentionnent comme un paysagiste très apprécié de ses contemporains. Il peint également de beaux portraits. Au retour à  Venise, il va être influencé par Parmigianino et Andrea Meldolla.
Son style va être considéré comme un mélange du classicisme du Titien et du maniérisme élégant des peintres de Parme et de Rome, en particulier Francesco Salviati. Ses œuvres montrent également un lien avec Jacopo Tintoretto, avec qui ils ont collaboré, et avec des maniéristes vénitiens comme Andrea Schiavone et Bonifazio Veronese.

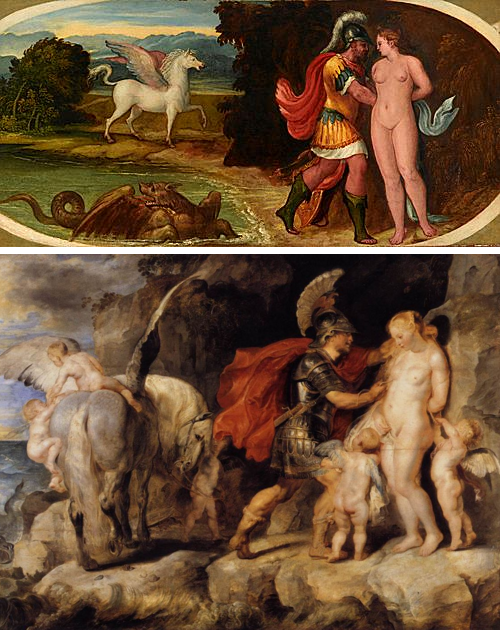
LAMBERT SUSTRIS en comparaison avec PETER PAUL RUBENS.

## Expositions
La première exposition consacrée à Lambert Sustris en France est organisée au musée des Beaux-Arts de Caen pour la saison 2017-2018. Elle rassemble environ un quart de la production certifiée de l'artiste, et une seule œuvre signée, le Baptême du Christ, conservée au Musée de Caen depuis 1802,. C'est à partir de cette oeuvre emblématique que le musée des Beaux-Arts de Caen va s’intéresser davantage à la peinture de Lambert Sustris, pour but de mettre en valeur son apport à l'art du paysage dans un contexte d'échanges culturels marqués entre les Pays-Bas, l'Italie et l'Allemagne. 